# Козацькі літописи
Коза́цькі літо́писи — історико-літературні твори 2-ї половини XVII — середини XVIII століття, присвячені козацьким війнам. Цінні джерела для дослідження вітчизняної історії і важливі пам'ятки літератури. Мова більшості літописів — літературна, близька до народнорозмовної.

## Історія
Особливе значення серед літописів 2-ї половини XVII — початку XVIII століття мають історичні твори, присвячені козацьким війнам. Звідси виникла їх умовна назва — «козацькі», «козацько-старшинські» літописи, хоч від літописів у традиційному розумінні вони значно відрізняються.
До наших днів дійшли три найвизначніші козацькі літописи:
- Самовидця (про події 1648—1702 років, імовірний автор — Роман Ракушка-Романовський);
- Грабянки (1710, про події від виникнення козацтва до 1709);
- Самійла Величка (1720, про події в Україні 1648—1700 років).

В усіх цих літописах не лише докладно розповідається про Визвольну війну українського народу 1648—1654 років, а й подається економічна, політична і культурна характеристика країни, факти з історії Московського царства, Речі Посполитої, Угорського королівства, Швеції, Молдовського князівства, Османської імперії та інших держав.

## «Літопис самовидця»
У XIX ст. літопис Самовидця широко використовували майже всі українські історики, що досліджували історію України другої половини XVII ст. Це зумовлене значною мірою тим, що в першій половині XIX ст. ще не були опубліковані достовірніші за літописи історичні документи. До того ж літописи давали суцільний виклад подій про Україну.
Після того, як 1846 року літопис Самовидця був опублікований, про нього з'явились окремі дослідження, а історичні праці містили посилання на це джерело.
Літопис Самовидця дійшов до нас без імені автора і місця його написання. Чи ці дані загублені пізнішими переписувачами, чи автор волів приховати своє прізвище, це питання розв'язати важко. Довгий час в історичній літературі точилася полеміка про те, хто ж був автором літопису Самовидця? Від розв'язання питання про авторство літопису залежало ряд інших питань з історії XVII ст., зачеплених у літописі, зокрема про соціальні погляди літописця, про ідейну цілеспрямованість твору, про оцінку ряду фактів, висвітлених Самовидцем як особою свого часу тощо.
Літопис Самовидця є одним з зразків української літературної мови XVII ст. Незважаючи на архаїзми, різні місцеві діалектизми, полонізми та інші мовні та стилістичні особливості, які пояснюються умовами часу, твір Самовидця яскраво свідчить, що в українській літературній мові XVII ст. була міцна основа живої народної мови.

## «Літопис Григорія Грабянки»
Другим за часом написання вважається «Літопис Григорія Грабянки», козацького старшини, який у 1730 р. став гадяцьким полковником. За ним закріпилася назва «козацького літопису». Але така назва досить умовна, бо цей твір є складною, багатоплановою композицією, в якій поєднуються характеристики історичних діячів, описи подій — битв, повстань, змов тощо; окремі документи, тлумачення тих чи інших періодів життя України, яка надто далека від традиційної літописної форми. Літопис був написаний церковнослов'янською мовою, завершений 1710 р. Допускають, що автор мав на меті зробити твір доступним для всього слов'янського світу, щоб звоювати його прихильність до української автономістичної ідеї в межах Московського царства.
Зміст літопису передає його поширений заголовок «Події превеликої, з вини поляків кривавої й небувалої брані Богдана Хмельницького, гетьмана запорозького з поляками, за найясніших королів польських Владислава, потім І Казиміра, яка в 1648 році почала виправлятися за літ десять по смерті Хмельницького незакінченої. Із різних літописців з діаріуша на тій війні списаного В місті Гадячу, працею Григорія Граб'янки зібрано і стверджено самобутніх старожилів свідченнями Року 1710».
Загалом літопис обіймає час від стародавності до 1709 р., падіння І. Мазепи і вибору на гетьманство І. Скоропадського. Але головна й найбільша частина твору присвячена війні під проводом Б. Хмельницького, текст про цю війну займає 123 сторінки (з усіх 157). Наприкінці подається лише реєстр подій без подробиць. На початку йде роз'яснення, що козацький народ походить від скіфів-хозарів. Далі коротко передано Історію Русі й завоювання поляками, перетворення з царства в князівство, а останнього — у воєводство. Розповідається про Петра Конашевича-Сагайдачного, а з періоду після Б. Хмельницького — про Івана Брюховецького, І. Самойловича. Гетьман Б. Хмельницький зображений національним героєм.

## «Літопис Самійла Величка»
Літопис козацького канцеляриста Самійла Васильовича Величка — найбільший за обсягом історичний твір свого часу, надрукований у Києві 1848—1864 рр. Унікальність цього наймонументальнішого твору історико-мемуарної прози XVII–XVIII ст. полягає в тому, що це не тільки літопис, а й історичний, публіцистичний і художній твір.
Літопис Самійла Величка дійшов до нас не повністю: у ньому наявні дефекти на початку, в середині (1649—1652 рр.) і в кінці. Прогалину (відсутність кінця першої, другої, третьої, четвертої та п'ятої частин першого тому) видавці заповнили матеріалом із другого твору Величка — «Космографії», яку він продиктував, уже осліпнувши на схилі літ. Свій Літопис Величко довів до 1700 р., але в переліку подій автор згадує й пізніші роки (наприклад, 1723 р.), у третьому томі згадуються події 1700—1720 рр. Літописець також обіцяє розповісти й про події, що супроводжували відлучення його від служби в Генеральній канцелярії. Більшість вчених вважає, що сталося це наприкінці 1708 р., коли був страчений Кочубей. Але історик М. Марченко вважав цю причину непереконливою: на його думку, Самійло Величко потрапив у немилість через Мазепу, за гетьманування якого був писарем. Однак до діяльності Мазепи Величко не мав безпосереднього відношення, бо тоді з літописцем розправились б значно жорстокіше. Був надрукований Величків твір за списком Погодіна, придбаним у відомого збирача рукописів Лаптєва. Під час друку був відшуканий ще один, пізніший список — у бібліотеці М. О. Судієнка, придбаний останнім від нащадків Г. Полетики, Саме в цьому списку дослідниками й були відшукані певні місця, яких не вистачало в основному списку. Перша спроба відновлення загубленої частини твору Величка здійснена П. Г. Клепацьким у праці «Літопис Самійла Величка».